# Сермонета
Сермонѐта (на италиански: Sermoneta) е град и община в Централна Италия, провинция Латина, регион Лацио. Разположен е на 257 m надморска височина. Населението на общината е 9156 души (към 2010 г.).